# Джустиниани-Кампи, Джованни Агостино
Джованни Агостино Джустиниани-Кампи (итал. Giovanni Agostino Giustiniani Campi; Генуя, 1538 — Генуя, 1613) — дож Генуэзской республики.

## Биография
Джустиниани родился в Генуе в 1538 году. Он начал свою карьеру в качестве торговцем в Рагузе в Далмации, где он заложил основу своего состояния. Он вернулся в Геную после начала гражданской войны между двумя фракциями знати - "старой" и "новой". В 1576 году он был сенатором Республики, а вскоре получил должность прокурора. Незадолго до избрания дожем он был в числе руководителей магистратов милосердия и чрезвычайных ситуаций.
Его избрание дожем произошло 27 ноября 1591 года, в соответствии с генуэзскими летописями, он победил с незначительным перевесом, что было признаком его непопулярности среди горожан. Вскоре новый дож вступил в конфликт с новым архиепископом Генуи, Алессандро Чентурионе. После нескольких скандалов дож добился того, чтобы архиепископ был отозван из Генуи папой Климентом VIII.
Мандат дожа Джустиниани истек 26 ноября 1593 года, и Синдикаторий, орган, оценивавший работу дожей, негативно оценил его правление, поэтому пост пожизненного прокурора бывший дож получил лишь в 1598 году.
Тем не менее, он занимал различные должности в государстве вплоть до своей смерти, которая наступила в Генуе в 1613 году. Его тело было погребено в церкви Санта-Мария-ди-Кастелло.